# Granma (deník Komunistické strany Kuby)
Granma je deník Komunistické strany Kuby, hlavní deník současné Kuby. Plní tedy obdobnou roli jako někdejší Rudé právo v ČSSR. Je pojmenován po někdejší jachtě Granma, která dovezla revolucionáře na Kubu. Název znamená slangově "babička".
Po svém odchodu do invalidního důchodu do něj pravidelný sloupek psal i někdejší vůdce revoluce Fidel Castro.